# Bobby Gould
Robert Hewitt Gould, detto Bobby (Coventry, 12 giugno 1946), è un ex calciatore e allenatore di calcio inglese, di ruolo attaccante.

## Carriera

### Giocatore
Nato a Coventry, Gould iniziò a giocare a calcio per il club della città natale, facendo il suo debutto ufficiale in prima squadra già all'età di 16 anni. Grazie ai suoi gol, il Coventry City vinse il campionato di Second Division del 1966-1967.
Nel febbraio 1968 venne ceduto all'Arsenal per la cifra di 90.000£. Sebbene non trovò molto spazio coi Gunners, segnò il gol che permise alla formazione londinese di resistere fino ai supplementari della finale di Carling Cup del 1969 contro lo Swindon Town: nonostante ciò, la squadra perse comunque 3-1. Durante la sua permanenza a Londra, il suo team vinse la Coppa delle Fiere 1969-1970, anche se egli non partecipò alla finale. Non trovando lo spazio che credeva di meritarsi, decise di andarsene dalla capitale inglese.
Nel giugno 1970 venne ingaggiato dal Wolverhampton per 55.000£, ma dopo soli 15 mesi finì al West Bromwich Albion per 66.000£. Poi, nel dicembre 1972 fu ceduto per 68.888£ al Bristol City. Nel 1975, approdato al West Ham United, vinse la FA Cup, ma venne poi rivenduto al Wolverhampton, dove vinse un'altra Second Division.

### Allenatore
Nel 1979, divenne il vice-allenatore di Geoff Hurst, impegnato sulla panchina del Chelsea, al quale subentrò nel 1981 per guidare la sua squadra nelle ultime due partite di campionato.
Nell'ottobre dello stesso anno, venne assunto dal Bristol Rovers, e nel 1983 dal Coventry City. Con quest'ultimo club, vinse per 4-0 una storica partita contro il Liverpool, formazione che nell'ultima stagione si era imposta in campionato, in Coppa UEFA e in Carling Cup.
Nell'estate 1987, dopo altre esperienze non molto esaltanti, divenne l'allenatore del Wimbledon: sotto la sua guida, la società conquistò la FA Cup del 1988.
Dopo altri anni insoddisfacenti (tra cui una retrocessione in Third Division col West Bromwich Albion), costellati però da un'altra strabiliante vittoria contro il Liverpool per 5-1 (sempre col Coventry City) e da una per 3-0 contro l'Arsenal, nel 1995 Gould decise di accettare l'incarico propostogli dalla nazionale gallese, anche se, a causa di risultati reputati insoddisfacenti, non ebbe un buon rapporto né coi suoi giocatori né coi tifosi.

## Palmarès

### Club

#### Competizioni nazionali
- Second Division: 2

Coventry City: 1966–1967
Wolverhampton: 1976–1977
- Coppa d'Inghilterra: 1

West Ham: 1974–1975

#### Competizioni internazionali
- Coppa delle Fiere: 1

Arsenal: 1969–1970

### Allenatore

#### Competizioni nazionali
- Coppa d'Inghilterra: 1

Wimbledon: 1987–1988